# Laurel en Hardy

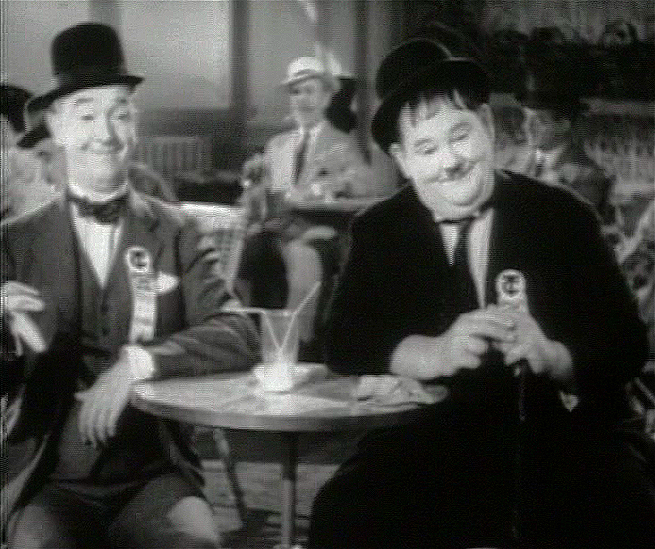
Laurel en Hardy in de film "The Flying Deuces" (1939).

Laurel en Hardy, of Stan en Ollie zoals ze ook wel worden genoemd, waren een Brits-Amerikaans komisch duo uit de eerste helft van de twintigste eeuw. In het Nederlands hebben ze de bijnaam De dikke en de dunne.
Laurel en Hardy vormden een van de populairste komische duo's uit de filmgeschiedenis. Beiden hadden al een solocarrière achter de rug voordat zij in 1927 voor het eerst echt gingen samenwerken. Pas als duo werden zij werkelijk beroemd. Samen maakten zij tussen 1927 en 1951 106 korte en lange films.
Stan Laurel stierf op 23 februari 1965; Oliver Hardy op 7 augustus 1957.

## Achtergrond
Laurel en Hardy waren meesters in het zogeheten slapstick-genre. In veel films raakten ze op een humoristische manier slaags met elkaar, of overkwam hen op een andere grappige manier iets “pijnlijks”. Hun humor in een film was vaak gecentreerd rondom een specifiek voorwerp of onderwerp.
De twee spelen in de meeste films fictieve versies van zichzelf: twee domme, onhandige, maar desondanks altijd optimistische mannen. De gezette, bazige en wel bijzonder van eigen kunnen overtuigde Oliver Hardy en de magere, verlegen en naïeve Stan Laurel. Beiden waren even onhandig. Zelfs de eenvoudigste situaties konden zij in een handomdraai in het honderd laten lopen. Beiden dragen altijd een bolhoed. Hun gezichten werden vaak zo gefilmd dat er geen schaduwen op vielen, zodat de twee een meer clownachtig uiterlijk kregen.
Achter de schermen was de rolverdeling andersom: Laurel had de meeste creatieve invloed en kwam met de meeste ideeën voor films, terwijl Hardy zich slechts beperkte tot het werk voor de camera.

## Geschiedenis

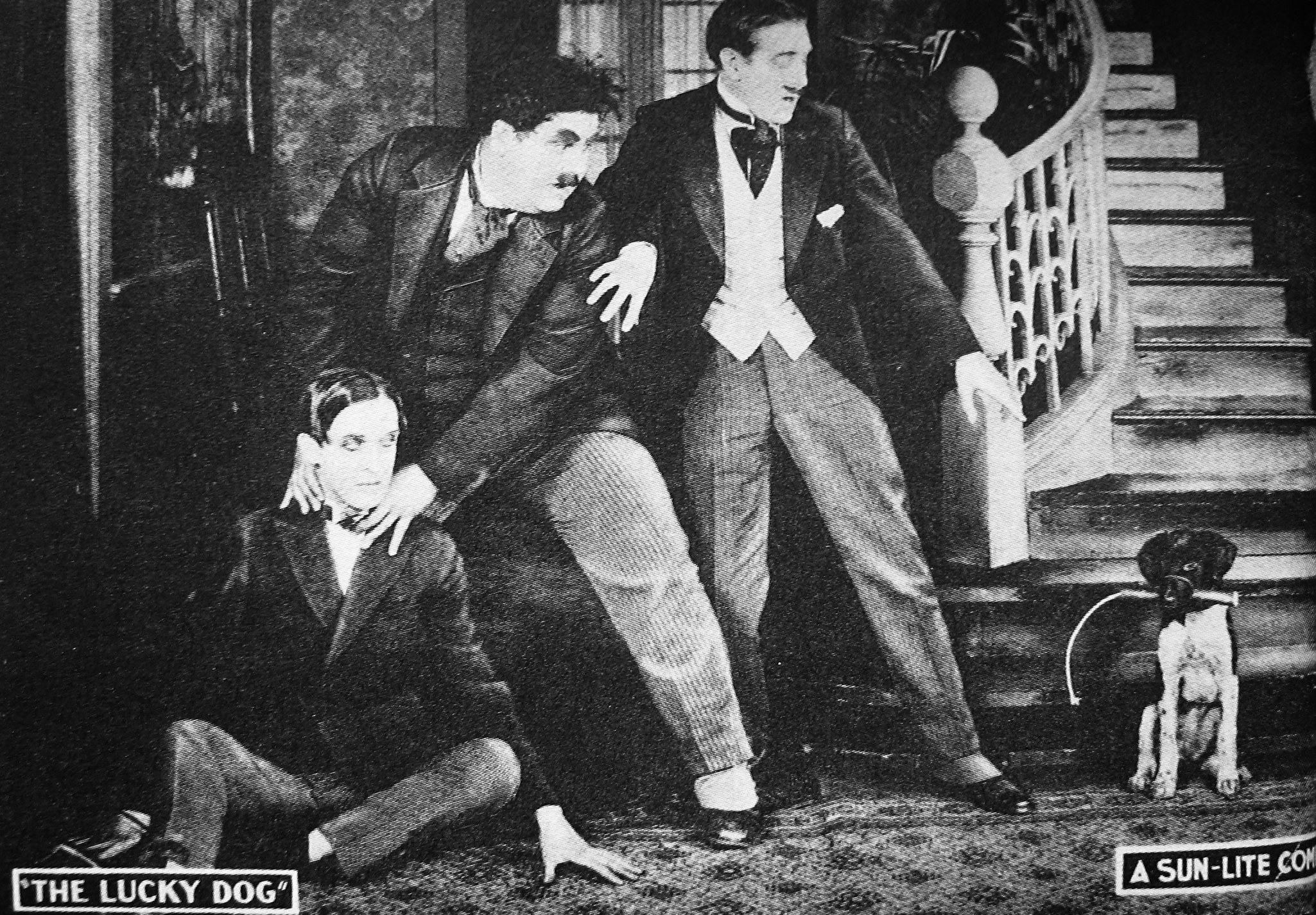
Laurel en Hardy in The Lucky Dog

De eerste film waarin Stan Laurel en Oliver Hardy samen te zien waren, was The Lucky Dog uit 1921. De twee waren in deze film echter nog geen duo en speelden afzonderlijke rollen. Dat geldt ook voor de Hal Roach-film 45 Minutes from Hollywood van vijf jaar later. Hun eerste officieuze optreden als duo was in de film Duck Soup. Daar wordt het duo geïntroduceerd zittend op een bankje in het park – Laurel al met de bekende bolhoed, Hardy nog in een geheel andere outfit. Hun eerste officiële optreden als duo was de film Putting Pants on Philip. Hun eerste optreden als de bekende “Stan en Ollie” vond plaats in The Second Hundred Years (juni 1927), geregisseerd door Fred Guiol. Deze film was dermate succesvol dat de twee van de producers het advies kregen verder te gaan als duo.
In de 10 jaar erna maakten de twee een groot aantal korte films en lange speelfilms voor Hal Roach. In eerste instantie waren dit stomme films (zonder geluid en alleen begeleid door pianomuziek), maar later gingen zij over op de gesproken film. Dit deden ze aanvankelijk met tegenzin, daar de overstap naar geluidsfilms al voor veel van hun collega-acteurs en komieken een ondergang van hun carrière had betekend. Hun eerste geluidsfilm was Unaccustomed As We Are uit 1929. De verandering naar geluid bleek Laurel en Hardy geen enkele moeite te kosten. Ze werden er alleen maar populairder door. Laurels Britse accent vormde een sterk contrast met Hardy’s Amerikaanse accent. Bovendien konden de twee door de overstap naar geluid ook hun zangkunsten toevoegen aan de films.
Vrijwel elke film werd een groot succes. In de jaren 30 waren ze op het toppunt van hun roem. Hun korte film The Music Box werd in 1932 bekroond met een Oscar voor beste korte comedy. Roach huurde geregeld bekende schrijvers en regisseurs in voor de films van het duo, waaronder H.M. Walker, Leo McCarey, James Parrott, James W. Horne, maar Stan Laurel schreef toch het overgrote merendeel van de scripts. Tevens drong hij vaak aan op improvisatie.
De films gemaakt door Hal Roach werden aanvankelijk uitgebracht door Pathé, en sinds 1929 door Metro-Goldwyn-Mayer. Het laatste korte filmpje van de twee werd gemaakt in 1935: Thicker than Water. Lange films werden nog wel gemaakt, waaronder Bonnie Scotland (1935), The Bohemian Girl (1936), Our Relations (1936), Way Out West (1937) , Swiss Miss (1938) en Block-Heads (1938).
Rond 1936 kreeg Laurel onenigheid met Roach, die vond dat de speelfilms meerdere gezongen nummers moesten bevatten, evenals een subplot naast de primaire verhaallijn. Laurel vond juist dat dit alleen maar zou afleiden van de humor van hem en Hardy. De spanningen liepen dermate hoog op dat Roach dreigde Laurel te ontslaan en Hardy met iemand anders een duo te laten vormen. Laurel reageerde hierop door een contract te regelen bij Roach' oude rivaal Mack Sennett. Samen zouden ze een reeks films maken voor een nieuw filmbedrijf: Sennet Pictures Corporation. Zover kwam het echter niet daar in 1939 Laurel en Roach hun onenigheid bijlegden, waardoor Laurel een duo kon blijven met Hardy. Het duo maakte nog twee films voor Roach: A Chump at Oxford (1940) en Saps at Sea (1940). Deze werden beide uitgebracht door United Artists.
Na deze film braken Laurel en Hardy met Roach en tekenden contracten met enkele grote studio’s zoals 20th Century Fox en Metro-Goldwyn-Mayer. Ze hoopten zo meer artistieke vrijheid te krijgen voor toekomstige projecten. Dit plan liep echter niet als verwacht: de twee werden enkel aangenomen als acteurs, niet als scriptschrijvers of producers. Bovendien mochten ze alleen in de kleinere, goedkopere producties meespelen. Pas toen deze nieuwe films toch populair bleken, kregen de twee meer zeggenschap. Tot 1944 maakten Laurel en Hardy acht nieuwe films die, hoewel ze doorgaans niet tot het beste werk van het duo worden gerekend, toch erg succesvol waren.
Na de Tweede Wereldoorlog besloten Laurel en Hardy in Europa te gaan optreden met theatershows. In 1950 maakten ze samen nog een film: Atoll K, ook uitgebracht als Utopia. Dit was een Italiaans-Franse productie. De film bracht veel problemen met zich mee, zoals taalbarrières, en het feit dat zowel Laurel als Hardy te maken kreeg met een verslechterde gezondheid. De film was een flop en betekende definitief het einde van de filmcarrière van het duo.
Na Atoll K gingen Laurel en Hardy een tijdje uit elkaar om te herstellen. Daarna gingen ze door met hun Europese theatershows. Op 1 december 1954 traden de twee voor het eerst op de Amerikaanse televisie op in het programma This Is Your Life.
In 1955 traden Laurel en Hardy voor het laatst in het openbaar op als duo in het Britse programma Grand Order of Water Rats. Twee jaar later stierf Oliver Hardy aan hartproblemen en meerdere beroertes, waarna Laurel besloot te stoppen met acteren.

## Catchphrases
- Een bekende zinsnede uit de films, van Hardy tegen Laurel, luidt: "Well, here's another nice mess you've gotten me into." ("Wel, weer een mooie puinhoop waar je me in verzeild hebt doen raken.")
- Een andere bekende catchphrase uit de films van het duo is "D'oh!", gebruikt door James Finlayson (die in 33 films met het duo meespeelde). Deze catchphrase is vandaag de dag vooral bekend van het personage Homer Simpson uit de animatieserie The Simpsons.

## Eerbetoon
- Er bestaan twee officiële Laurel en Hardy-musea; een in Laurels geboorteplaats Ulverston in het Verenigd Koninkrijk[5] en een in Hardy’s geboorteplaats Harlem, Georgia, Verenigde Staten[6]
- Laurel & Hardy (of personages die sterk op hen lijken) hebben cameo’s in tal van strips, films, televisieseries en andere werken. Enkele voorbeelden:
  - Laurel & Hardy hebben een cameo als Romeinse legionairs in het Asterix album Obelix & Co., waar ze net als in hun film The Music Box een vracht moeten uitladen.
  - Striptekenaar Merho van De Kiekeboes is een grote fan van het duo en heeft in zijn strips meermaals naar hen verwezen. In De zwarte Zonnekoning komen Laurel & Hardy voor als de lijfwacht van president Mombakka. De plot van De zaak Luc Raak draait vrijwel volledig rond een film van Laurel & Hardy. In Album 26 rijdt Kiekeboe mee met een knappe vrouw, genaamd "Laura Hardy". Andere verwijzingen zijn veeleer subtieler. Zo heet het westerndorpje in Doorgestoken kaart Brushwood Gulch, zoals het stadje in de Laurel & Hardy-film Way Out West. Het nummer dat in De Grotten van Ann op Fanny's radio te horen is komt rechtstreeks uit de film Swiss Miss en in Schiet niet op de pianist speelt pianist Danny Zerkoffi de herkenningsmelodie van de Laurel & Hardy-films: The Cuckoo Song door Marvin Hatley.
  - In het Urbanusstripalbum De harem van Urbanus wordt Oktaviëtte in de hemel verleid door Oliver Hardy.
  - In F.C. Knudde magazine nr. 5, een magazine dat de eerste helft van de jaren 80 regelmatig verscheen, komen Laurel en Hardy voor als twee Deense voetballers die er een grote puinhoop van maken. (STÄN & ØLLIE BIJ KNUDDE)
  - Veel van de korte films van het duo zijn verwerkt tot strip in de stripreeks Laurel en Hardy Classics.
- De twee hebben hun eigen animatieserie, geproduceerd door Hanna-Barbera.
- In 2018 ging de film Stan & Ollie in première op het Filmfestival van Londen; een biografie met name over het leven van het duo na de Tweede Wereldoorlog, waarin hun filmtijdperk afliep en ze op theatertournee gingen. De twee worden in de film vertolkt door Steve Coogan (Stan) en John C. Reilly (Ollie). Op 10 januari 2019 kwam de film ook naar de Nederlandse bioscopen.

## Trivia
- De scène met de eieren uit hun film The Live Ghost werd volledig geplagieerd in het Nerostripalbum De Hoed van Geeraard de Duivel (1950) door Marc Sleen.
- Laurel en Hardy hebben ook een reeks niet-Engelstalige films gemaakt, waaronder in het Spaans, Italiaans, Frans en Duits.
- Drie van de 106 Laurel en Hardy-films worden beschouwd als verloren, daar ze sinds de jaren 30 nooit meer in hun originele versie in omloop zijn geweest. Het filmpje Hats Off uit 1927 is geheel spoorloos, van het filmpje Now I'll Tell One ontbreekt de eerste helft, en van The Rogue Song ontbreekt een aantal scènes.
- Het Nederlandse kinderprogramma Peppi en Kokki baseerde zijn stijl op de slapstick van Laurel en Hardy.